# ۴۳۰ (پیش از میلاد)
۴۳۰ (پیش از میلاد) ۴۳۰مین سال قبل از تقویم میلادی است.